# Fitzgerald (Georgia)
Fitzgerald ist eine Stadt und zudem der County Seat des Ben Hill County im US-Bundesstaat Georgia mit 9053 Einwohnern (Stand: 2010). 

## Geographie
Fitzgerald liegt an der südlichen Grenze von Ben Hill County. Ein kleiner Teil im Süden der Stadt befindet sich auf dem Gebiet von Irwin County. Die nächsten größeren Städte sind Tallahassee (180 km südwestlich), Jacksonville (220 km südöstlich) und Atlanta (260 km nördlich).

## Geschichte
Die Stadt wurde 1896 von Philander H. Fitzgerald gegründet. Nach dem Sezessionskrieg wurden Veteranen der ehemals verfeindeten Armeen hier angesiedelt. Aus dieser Zeit kommt der noch heute gebräuchliche Stadtspitzname „Colony City“. Die Straßen wurden gleichermaßen nach Soldaten der Nord- und Südstaaten benannt. Bei Gründung des Ben-Hill-Countys im Jahr 1906 wurde Fitzgerald dessen Hauptstadt.
1896 erhielt der Ort Eisenbahnanschluss durch die Abbeville and Waycross Railroad. 1971 wurde der Streckenteil nach Abbeville und 1990 der Teil nach Ocilla stillgelegt.

## Demographische Daten
Laut der Volkszählung von 2010 verteilten sich die damaligen 9053 Einwohner auf 3542 bewohnte Haushalte, was einen Schnitt von 2,47 Personen pro Haushalt ergibt. Insgesamt bestehen 4083 Haushalte.
64,9 % der Haushalte waren Familienhaushalte (bestehend aus verheirateten Paaren mit oder ohne Nachkommen bzw. einem Elternteil mit Nachkomme) mit einer durchschnittlichen Größe von 3,12 Personen. In 37,5 % aller Haushalte lebten Kinder unter 18 Jahren sowie in 27,1 % aller Haushalte Personen mit mindestens 65 Jahren.
30,9 % der Bevölkerung waren jünger als 20 Jahre, 25,2 % waren 20 bis 39 Jahre alt, 24,5 % waren 40 bis 59 Jahre alt und 19,4 % waren mindestens 60 Jahre alt. Das mittlere Alter betrug 35 Jahre. 46,3 % der Bevölkerung waren männlich und 53,7 % weiblich.
43,2 % der Bevölkerung bezeichneten sich als Weiße, 51,4 % als Afroamerikaner, 0,4 % als Indianer und 0,9 % als Asian Americans. 2,7 % gaben die Angehörigkeit zu einer anderen Ethnie und 1,4 % zu mehreren Ethnien an. 4,3 % der Bevölkerung bestand aus Hispanics oder Latinos.
Das durchschnittliche Jahreseinkommen pro Haushalt lag bei 25.688 USD, dabei lebten 38,8 % der Bevölkerung unter der Armutsgrenze.

## Sehenswürdigkeiten
Folgende Objekte wurden in das National Register of Historic Places eingetragen:
- Ben Hill County Courthouse
- Ben Hill County Jail
- Dorminy-Massee House
- Holtzendorf Apartments
- Charles W. Kimball House
- South Main-South Lee Streets Historic District
- Miles V. Wilsey House

Das ehemalige Eisenbahndepot beherbergt heute das Blue and Grey Museum mit Exponaten aus der Zeit des Bürgerkrieges.

## Öffentliche Einrichtungen
Die Stadt verfügt über mehrere öffentliche Schulen, darunter auch eine Highschool sowie über ein College, das East Central Technical Institute (bis 1996: Ben Hill-Irwin Area Vocational Institute). Weiters befinden sich ein Gericht, ein Gefängnis, eine Stadthalle, ein Postamt und eine öffentliche Bibliothek, die Fitzgerald-Ben Hill County Library, vor Ort.

## Verkehr
Fitzgerald wird von den U.S. Highways 129 und 319 sowie von den Georgia State Routes 90, 107 und 125 durchquert. Der nächste Flughafen ist der Southwest Georgia Regional Airport, rund 100 km westlich.

## Persönlichkeiten
- Forrest Towns (1914–1991), Leichtathlet
- Eldin Burton (1913–1981), Komponist und Pianist
- Morris B. Abram (1918–2000), Jurist
- Wayne Dowdy (* 1943), Politiker